# Starship Invasions
Starship Invasions es una película canadiense de ciencia ficción dirigida, producida y escrita por Ed Hunt y filmada en Toronto, Ontario. Fue estrenada de Nuevo en Reino Unido con el nombre de Project Genocide.

## Trama
La Legión de la Serpiente Alada originaria del planeta Alfa de la constelación de Orión son un grupo de humanoides con poderes telepáticos quienes son comandados por el capitán Rameses (Christopher Lee). Debido a que su planeta será destruido por una eminente supernova, Rameses guía un grupo de platillos voladores con el fin de buscar algún planeta habitable para ellos. Descubre que la Tierra es un planeta viable por lo que, después de experimentar con varios humanos abducidos, decide apoderarse del planeta.

## Reparto
- Robert Vaughn como el profesor Allan Duncan.
- Christopher Lee como el capitán Rameses
- Daniel Pilon como Anaxi.
- Tiiu Leek como Phi.
- Helen Shaver como Betty Duncan.
- Henry Ramer como Malcolm.
- Victoria Johnson como Gazeth.
- Doreen Lipson como Dorothy.
- Kate Parr como Diane Duncan.
- Sherri Ross como Sagnac.
- Linda Rennhofer como Joan.
- Richard Fitzpatrick como Joe.
- Ted Turner como Zhender.
- Sean McCann como Carl.
- Bob Warner como el general de la fuerza aérea.
- Kurt Schiegl como Rudi.

## Producción
La película ha sido retitulada dos veces en su idioma original. Originalmente como War of the Aliens (una allusion a Star Wars) y luego como Alien Encounter (en alusión a Close Encounters of the Third Kind). Los productores de Hal Roach Studios Earl A. Glick y Norman Glick desembolsaron $1 millón en producirla. Otros elementos como la respiente alada hacen referencia a encuentros con Ovnis.
Starship Invasions fue lanzada en formato VHS por Warner Home Video. Fue lanzada en 1987 en Reino Unido por Krypton Force como Project Genocide.
Ha tenido varios títulos en español.